# Pete Oakley
Pete Oakley (Panama City, Florida, 28 juni 1949) is een Amerikaans professioneel golfer die op de Europese Senior Tour speelt. Hij woont in Lincoln, Delaware.
Pete en zijn broer David begonnen al vroeg met golf op een nabijgelegen 9 holesbaan. Pete Oakley werd in 1974 professional en gaf jarenlang les. Hij speelde vooral regionale toernooien hoewel hij ook op de Nationwide Tour heeft gespeeld.
Zijn grootste overwinning is het Senior Brits Open, waar hij een putt van ruim drie meter maakte om niet in een play-off te komen tegen Tom Kite en Eduardo Romero. Door deze overwinning kreeg hij een uitnodiging voor het volgende Brits Open. Zijn vrouw Jennifer caddiet vaak voor hem.
Oakley ontwerpt tegenwoordig ook golfbanen. In 2001 ging zijn eerste project open, The Rookery in Milton, Delaware. Inmiddels is dat een 18-holes champions course geworden.

## Gewonnen
- 1980: Delaware State Open
- 1989: Philadelphia Open Championship
- 1990: Philadelphia Open Championship
- 1986: Delaware State Open
- 1987: Delaware State Open
- 1989: Delaware State Open
- 1995: Delaware State Open
- 1999: PGA Senior Club Pro Championship
- 2000: PGA Senior Stroke Play Championship, Delaware State Open op de Kings Creek Golf Club in Rehoboth Beach

### Champions Tour
- 2004: Senior British Open